# Municipio de Bridgewater (Míchigan)
El municipio de Bridgewater (en inglés: Bridgewater Township) es un municipio ubicado en el condado de Washtenaw en el estado estadounidense de Míchigan. En el año 2010 tenía una población de 1674 habitantes y una densidad poblacional de 17,67 personas por km².

## Geografía
El municipio de Bridgewater se encuentra ubicado en las coordenadas 42°7′5″N 83°57′30″O / 42.11806, -83.95833. Según la Oficina del Censo de los Estados Unidos, el municipio tiene una superficie total de 94.75 km², de la cual 93,66 km² corresponden a tierra firme y (1,15 %) 1,09 km² es agua.

## Demografía
Según el censo de 2010, había 1674 personas residiendo en el municipio de Bridgewater. La densidad de población era de 17,67 hab./km². De los 1674 habitantes, el municipio de Bridgewater estaba compuesto por el 96,95 % blancos, el 0,12 % eran afroamericanos, el 0,24 % eran amerindios, el 0,48 % eran asiáticos, el 1,02 % eran de otras razas y el 1,19 % eran de una mezcla de razas. Del total de la población el 2,15 % eran hispanos o latinos de cualquier raza.